# James Lockhart
James Lockhart Marvin (8 de abril de 1933 – 17 de janeiro de 2014) foi um historiador norte-americano especializado na história da América Latina colonial.

## Vida
Nascido em Huntington, West Virginia, Lockhart frequentou a West Virginia University (BA, 1956) e a University of Wisconsin–Madison (MA, 1962; PhD, 1967). No final da vida, Lockhart escreveu um livro de memórias curto e sincero. Ele se juntou ao Exército dos EUA e foi enviado para a Alemanha, trabalhando em "uma agência de inteligência de baixo nível", traduzindo cartas da Alemanha Oriental. De volta aos Estados Unidos, ingressou no programa de pós-graduação da Universidade de Wisconsin, onde fez doutorado em história social da era da conquista do Peru.
Sua dissertação, publicada em 1968 como Spanish Peru, 1531-1560 foi uma abordagem inovadora para este período inicial. Menos interessado nos complicados acontecimentos políticos da época, ele se concentrou na formação da sociedade colonial espanhola em meio à guerra espanhola com as lutas indígenas e internas entre facções de conquistadores. Com capítulos separados sobre diferentes grupos sociais, incluindo africanos e indígenas trazidos para a esfera espanhola, e um capítulo importante sobre as mulheres da época da conquista, seu trabalho mudou a compreensão daquela época. Sua principal fonte para as pessoas e processos desse período inicial foram documentos notariais, muitas vezes transferências de propriedade e outros tipos de acordos legais, que deram uma visão sobre a formação e função da sociedade colonial espanhola. A obra já é um clássico e foi publicada em uma segunda edição revisada em 1994.
Enquanto pesquisava o Spanish Peru, ele compilou informações sobre os espanhóis que receberam uma parte do resgate do Inca Atahualpa, extraído em Cajamarca. The Men of Cajamarca tem tanto biografias individuais daqueles que compartilharam o tesouro, como uma análise minuciosa dos padrões sociais gerais desses conquistadores. Ambos Spanish Peru e The Men of Cajamarca foram publicados em tradução espanhola.
Ele começou a fazer pesquisas sobre o México colonial enquanto estava na Universidade do Texas, analisando os padrões socioeconômicos de lá e começou a aprender náuatle. Frutos desses novos interesses foram a publicação da antologia Provinces of Early Mexico: Variants of Spanish American Regional Evolution (editada com Ida Altman) e Nahuatl in the Middle Years: Language Contact Phenomena in Texts of the Colonial Period (com a linguista Frances Karttunen).
Mudou-se para a Universidade da Califórnia, Los Angeles, onde passou a maior parte de sua carreira docente de 1972 a 1994, aposentando-se cedo e continuando a colaborar com colegas em projetos de pesquisa e orientando estudantes de pós-graduação que trabalhavam em fontes históricas na língua náuatle e na língua colonial era povo Nahua.
Entre seus muitos alunos de pós-graduação em história social colonial hispano-americana e filologia das línguas indígenas mesoamericanas, que obtiveram doutorado sob sua orientação, estão SL (Sarah) Cline, Kimberly Gauderman, Robert Haskett, Rebecca Horn, John E. Kicza, Leslie K. Lewis, Doris Namala, Leslie Offutt, Matthew Restall, Susan Schroeder, Lisa Sousa, Kevin Terraciano, John Tutino, John Super e Stephanie Wood.
Ele foi um dos principais contribuintes para um campo de etno-história construído sobre o estudo de fontes de língua indígena do México colonial, que ele chamou de Nova Filologia. Ele colaborou com o brasilianista colonial Stuart B. Schwartz escrevendo Early Spanish America (1983), que é um texto fundamental para estudantes de pós-graduação que estudam a América Latina colonial. Ele foi o editor da série Nahuatl Studies Series, inicialmente baseada no Centro Latino-Americano da UCLA e depois em conjunto com a Stanford University Press. Lockhart foi homenageado pelo Prêmio de Serviços Distintos da Conferência sobre a História da América Latina em 2004.
Ele morreu em 17 de janeiro de 2014 aos 80 anos.

## Obras
- Spanish Peru, 1532-1560 (Madison: University of Wisconsin Press, 1968; segunda edição 1994).
- The Men of Cajamarca: A Social and Biographical Study of the First Conquerors of Peru (Austin: University of Texas Press, 1972).
- The Social History of Colonial Spanish America: evolution and potential Austin, Texas: University of Texas Institute of Latin American Studies, 1972).
- Nahuatl in the Middle Years: Language Contact Phenomena in Texts of the Colonial Period (com Frances Karttunen, Berkeley: Univ. of California Press, 1976).
- Beyond the Codices: The Nahua View of Colonial Mexico (com Arthur J. O. Anderson e Frances Berdan, Berkeley: Univ. of California Press, 1976).
- Provinces of Early Mexico: Variants of Spanish American Regional Evolution (ed., com Ida Altman). (Los Angeles: UCLA Latin American Center Publications, University of California, Los Angeles, 1976).
- Letters and People of the Spanish Indies, Sixteenth Century (com Enrique Otte). New York: Cambridge University Press, 1976).
- El mundo hispanoperuano, 1532-1560. (Spanish translation of Spanish Peru) (Mexico: Fondo de Cultura Economica, 1982).
- Early Latin America: A Short History of Colonial Spanish America and Brazil (com Stuart B. Schwartz). (New York: Cambridge University Press, 1983).
- The Tlaxcalan Actas: A compendium of records of the Cabildo of Tlaxcala, 1545–1627. (com Frances Berdan and Arthur J.O. Anderson). Salt Lake City: University of Utah Press, 1986).
- Los de Cajamarca: un estudio social y biografico del los primeros conquistadores del Peru (tradução espanhola de The Men of Cajamarca). Lima: Editorial Milla Batres, 1986).
- The Art of Nahuatl Speech: The Bancroft Dialogues (ed., com Frances Karttunen, Los Angeles: UCLA Latin American Center, 1987).
- Charles Gibson and the Ethnohistory of Post-conquest Central Mexico (Bundoora, Australia: LaTrobe University Institute of Latin American Studies, 1988).
- Nahuas and Spaniards: Postconquest Mexican History and Philology (Stanford: Stanford University Press; e Los Angeles: UCLA Latin American Center, 1991).
- The Nahuas after the Conquest: A Social and Cultural History of the Indians of Central Mexico, Sixteenth through Eighteenth Centuries (Stanford: Stanford Univ. Press, 1992).
- America Latina en la Edad Moderna: una historia de la America Espanola y el Brazil Coloniales (tradução espanhola de Early Latin America) Madrid: Akal Ediciones 1992).
- We People Here: Nahuatl Accounts of the Conquest of Mexico (Berkeley: University of California Press, 1993).
- The Story of Guadalupe: Luis Laso de la Vega's Huey tlamahuicoltica of 1649 (com Lisa Sousa e Stafford Poole) (Stanford University Press, 1998)
- Of things of the Indies : essays old and new in early Latin American history, (Stanford: Stanford University Press, 1999).
- Los nahuas despúes de la conquista: historia social y cultural de los indios del Mexico central, del siglo XVI al XVIII)(Spanish translation of Nahuas After the Conquest)(Mexico: Fondo de Cultura Económico 1999.
- Grammar of the Mexican Language: With an explanation of Its Adverbs,(1645), Horacio Carochi, James Lockhart (tradutor) (Stanford: Stanford Univ. Press, 2001).
- Annals of His Time: Don Domingo de San Anton Munon Chimalpahin Quauhtlehuanitzin (com Susan Schroeder e Doris Namala, 2006). (Stanford: Stanford University Press, 2006).